# Осой (Закарпатская область)
Осой (укр. Осій) — село в Иршавской общине Хустского района Закарпатской области Украины.
Расположен у подножия горы Бужора, в долине Синявки (притока Иршавки), в 7 км от Иршавы.
Население по переписи 2001 года составляло 3555 человек. Почтовый индекс — 90131. Телефонный код — 3144. Занимает площадь 4,088 км². Код КОАТУУ — 2121986501.

## История
На территории и окраинах Осоя обнаружены остатки поселений: эпохи неолита (V тысячелетие до н. э.), меди (IV тысячелетие до н. э.), первых веков нашей эры и древнерусское (XI—XIII вв.).
Первые упоминания об Осое обнаружены в письменных источниках 1600 г.

## Известные люди
- Родились
  - Потушняк, Фёдор Михайлович — писатель, философ, этнограф, краевед, археолог.
  - Петровций, Иван Юрьевич — писатель, поэт и общественный деятель.